# اروه فلاندن
اروه فلاندن (فرانسوی: Hervé Flandin‎؛ زادهٔ ۴ ژوئن ۱۹۶۵) ورزشکار دوگانه اهل فرانسه است.